# Gunung Belebah
Gunung Belebah är ett berg i Indonesien.   Det ligger i provinsen Aceh, i den västra delen av landet, 1 600 km nordväst om huvudstaden Jakarta. Toppen på Gunung Belebah är 1 409 meter över havet.
Terrängen runt Gunung Belebah är kuperad åt nordost, men åt sydväst är den bergig. Runt Gunung Belebah är det mycket glesbefolkat, med 5 invånare per kvadratkilometer. I omgivningarna runt Gunung Belebah växer i huvudsak städsegrön lövskog.